# Les 100 petites amies qui t'aiiiment à en mourir
Les 100 petites amies qui t'aiiiment à en mourir (君のことが大大大大大好きな100人の彼女, Kimi no koto ga Dai Dai Dai Dai Daisuki na 100-nin no Kanojo) est un seinen manga scénarisé par Rikito Nakamura et dessiné par Yukiko Nozawa, prépublié dans le magazine Weekly Young Jump depuis décembre 2019 et publié par l'éditeur Shūeisha en volumes reliés.
La série est adaptée en série télévisée d'animation produite par Bibury Animation Studios. Une première saison de douze épisodes est diffusée au Japon entre octobre et décembre 2023. Une seconde saison est diffusée du 12 janvier au 30 mars 2025.

## Synopsis
Rentarō Aijō a déclaré sa flamme à (et a été rejeté par) 100 filles au cours de sa vie. Le dernier jour du collège, il se rend dans un sanctuaire et prie pour avoir une petite amie pendant son séjour au lycée. Soudain, le Dieu de l'amour apparaît et dit à Rentarō que la raison de sa vie amoureuse inexistante est que tout le monde est censé n'avoir qu'une seule âme sœur dans sa vie, mais qu'à cause d'une erreur du Dieu de l'amour, Rentarō est destiné à en avoir 100.
Le premier jour du lycée, Rentarō rencontre la riche Hakari Hanazono et la tsundere Karane Inda. Les deux filles tombent instantanément amoureuses de lui, et Rentarō est attiré par les deux, mais n'arrive pas à se décider. Ce soir-là, il rend visite au Dieu de l'amour et apprend que s'il ne répond pas aux sentiments de l'une de ses âmes sœurs, celle-ci mourra dans un accident. Ne voulant pas qu'un tel sort soit réservé à Hakari et Karane, Rentarō décide de sortir avec les deux simultanément, avec leur bénédiction. Au fil de l'histoire, d'autres filles sont introduites et deviennent les petites amies de Rentarō, établissant ainsi une relation polyamoureuse.

## Personnages
Rentarō Aijō (愛城 恋太郎, Aijō Rentarō)
Voix japonaise : Wataru Katoh (en)

## Médias

### Manga
Les 100 petites amies qui t'aiiiment à en mourir est scénarisé par Rikito Nakamura et illustré par Yukiko Nozawa,. La série est prépubliée dans le magazine de type seinen Weekly Young Jump depuis le 26 décembre 2019 et publié par Shūeisha au format tankōbon avec un premier volume sorti le 17 avril 2020. Le 18 juin 2025, 22 volumes ont été publiés au Japon.
Le 2 juillet 2021, Seven Seas Entertainment annonce l'acquisition de la licence pour une publication en version anglaise sous forme imprimée et numérique avec un premier volume sorti le 22 février 2022,.
En avril 2023, Mana Books annonce la publication de la version française avec la publication du premier tome le 6 juillet 2023.

#### Liste des volumes
| no | Japonais          | Japonais          | Français         | Français          |
| no | Date de sortie    | ISBN              | Date de sortie   | ISBN              |
| -- | ----------------- | ----------------- | ---------------- | ----------------- |
| 1  | 17 avril 2020     | 978-4-08-891533-3 | 6 juillet 2023   | 979-1-03-550456-4 |
| 2  | 19 juin 2020      | 978-4-08-891569-2 | 7 septembre 2023 | 979-1-03-550470-0 |
| 3  | 18 septembre 2020 | 978-4-08-891656-9 | 2 novembre 2023  | 979-1-03-550471-7 |
| 4  | 18 décembre 2020  | 978-4-08-891736-8 | 18 janvier 2024  | 979-1-03-550494-6 |
| 5  | 18 mars 2021      | 978-4-08-891816-7 | 21 mars 2024     | 979-1-03-550508-0 |
| 6  | 18 juin 2021      | 978-4-08-892007-8 | 16 mai 2024      | 979-1-03-550524-0 |
| 7  | 17 septembre 2021 | 978-4-08-892072-6 | 22 août 2024     | 979-1-03-550540-0 |
| 8  | 17 décembre 2021  | 978-4-08-892164-8 | 17 octobre 2024  | 979-1-03-550556-1 |
| 9  | 18 mars 2022      | 978-4-08-892245-4 | 5 décembre 2024  | 979-1-03-550574-5 |
| 10 | 17 juin 2022      | 978-4-08-892338-3 | 20 février 2025  | 979-1-03-550669-8 |
| 11 | 16 septembre 2022 | 978-4-08-892427-4 | 17 avril 2025    | 979-1-03-550684-1 |
| 12 | 19 décembre 2022  | 978-4-08-892537-0 | 26 juin 2025     | 979-1-03-550701-5 |
| 13 | 17 mars 2023      | 978-4-08-892629-2 | 21 août 2025     | 979-1-03-550712-1 |
| 14 | 19 juillet 2023   | 978-4-08-892718-3 |                  |                   |
| 15 | 19 octobre 2023   | 978-4-08-892861-6 |                  |                   |
| 16 | 17 novembre 2023  | 978-4-08-892896-8 |                  |                   |
| 17 | 18 mars 2024      | 978-4-08-893171-5 |                  |                   |
| 18 | 19 juin 2024      | 978-4-08-893278-1 |                  |                   |
| 19 | 19 septembre 2024 | 978-4-08-893385-6 |                  |                   |
| 20 | 18 décembre 2024  | 978-4-08-893504-1 |                  |                   |
| 21 | 18 mars 2025      | 978-4-08-893590-4 |                  |                   |
| 22 | 18 juin 2025      | 978-4-08-893699-4 |                  |                   |
| 23 | 19 septembre 2025 | 978-4-08-893806-6 |                  |                   |

### Série d'animation
Une adaptation en série télévisée d'animation est annoncée le 14 mars 2023. La série est produite par Bibury Animation Studios et réalisée par Hikaru Sato, sur un scénario supervisé par Takashi Aoshima, un chara design d'Akane Yano et une musique composée par Shuhei Mutsuki, Shunsuke Takizawa et Eba. Les douze épisodes de la première saison sont diffusés entre le 8 octobre 2023 et le 24 décembre 2023 sur Tokyo MX et d'autres chaines,. Le générique d'ouverture, Dai Dai Dai Dai Daisuki na Kimi e♡ (大大大大大好きな君へ♡), est interprété par Kaede Hondo, Miyu Tomita, Maria Naganawa (en), Asami Setō et Ayaka Asai (en) tandis que le générique de fin, Sweet Sign (スイートサイン, Suītosain), est interprété par Nako Misaki (en).
Une seconde saison est annoncée après la diffusion du dernier épisode, le 24 décembre 2023,. La saison est diffusée du 12 janvier au 30 mars 2025. Le générique d'ouverture, Arigato, Daisuki ni Natte Kurete (ありがと、大好きになってくれて), est interprété par les comédiens donnant les voix de la famille Rentarō regroupant les héroïnes des deux premières saisons tandis que le générique de fin, Unmei? (運命), est interprété par Amane Shindō (ja), Suzuko Mimori, Rie Takahashi, Lynn et Kanon Takao (ja).
La série est licenciée par Crunchyroll, hormis l'Asie du Sud et Sud-Est où elle est licenciée par Muse Communication (en).

#### Liste des épisodes

##### Saison 1
| No | Titre en français                                                | Titre original | Date de 1re diffusion |
| -- | ---------------------------------------------------------------- | --- | --------------------- |
| 1  | Les deux petites amies qui t'aiment à en mourir (il en reste 98) | 君のことが大大大大大好きな2人の彼女（あと98人） Kimi no Koto ga Dai Dai Dai Dai Daisuki na Futari no Kanojo (Ato Kyūjūhachi-nin)    | 8 octobre 2023        |
| 2  | Le premier baiser                                                | はじめてのチュウ Hajimete no Chū | 15 octobre 2023       |
| 3  | La princesse taciturne et son preux chevalier                    | 無口な姫と騎士と武士 Mukuchi na Hime to Kishi to Bushi                                                                              | 22 octobre 2023       |
| 4  | Un jeu de flirt... ou pas                                        | いちゃいちゃ回と思いきや Ichaicha-kai to Omoiki ya                                                                                  | 29 octobre 2023       |
| 5  | Une petite amie efficace                                         | 効率的な彼女 Kōritsu-teki na Kanojo                                                                                                 | 5 novembre 2023       |
| 6  | L'épisode adoré des maillots de bain                             | 皆大好き水着回 Minna Daisuki Mizugi-kai                                                                                             | 12 novembre 2023      |
| 7  | Mlle médocs, enchantée                                           | はじめましてのお薬少女 Hajimemashite no Okusuri Shōjo                                                                               | 19 novembre 2023      |
| 8  | Panique de zombisous                                             | キスゾンビ♡パニック Kisu Zonbi Panikku                                                                                              | 26 novembre 2023      |
| 9  | Croisade de l'amour et de l'âme                                  | 愛と魂をかけた聖戦 Ai to Tamashii o Kaketa Seisen                                                                                   | 3 décembre 2023       |
| 10 | Love, Mission Impossible                                         | ラブミッション：インポッシブル Rabu Misshon: Inposshiburu                                                                           | 10 décembre 2023      |
| 11 | Au péril de ma vie                                               | この命にかえても Kono Inochi ni Kaete mo                                                                                            | 17 décembre 2023      |
| 12 | Les 100 petites amies qui t’aiment à en mourir ! (encore 94)     | 君のことが大大大大大好きな100人の彼女（あと94人） Kimi no Koto ga Dai Dai Dai Dai Daisuki na Hyaku-nin no Kanojo (Ato Kyūjūyon-nin) | 24 décembre 2023      |

##### Saison 2
| No      | Titre français                                                           | Titre japonais                                      | Titre japonais                                                                      | Date de 1re diffusion |
| No      | Titre français                                                           | Kanji                                               | Rōmaji                                                                              | Date de 1re diffusion |
| ------- | ------------------------------------------------------------------------ | --------------------------------------------------- | ----------------------------------------------------------------------------------- | --------------------- |
| 1 (13)  | Son nom                                                                  | 彼（カノ）の名は。                                  | Kano no Na wa.                                                                      | 12 janvier 2025       |
| 2 (14)  | Ouverture, bataille acharnée et finale décisive au Food Fight Festival ! | 開幕！激闘！決着！フードファイトフェスティバル      | Kaimaku! Gekitō! Ketchaku! Fūdo Faito Fesutibaru                                    | 19 janvier 2025       |
| 3 (15)  | Meïde sort de l'ombre ?                                                  | メイドさんは見えてる？                              | Meido-san wa Mie Teru?                                                              | 26 janvier 2025       |
| 4 (16)  | La Fête aux soubrettes trempées                                          | ぬれぬれメイドパーティー                            | Nure Nure Meido Pātī                                                                | 2 février 2025        |
| 5 (17)  | Les sportifs sont juste des masos                                        | アスリートは基本ドM                                 | Asurīto wa Kihon Doemu                                                              | 9 février 2025        |
| 6 (18)  | Je le jure sur ton home-run !                                            | 君のホームランに誓う                                | Kimi no Hōmu Ran ni Chikau                                                          | 16 février 2025       |
| 7 (19)  | Karaoke Crisis                                                           | カラオケ・クライシス                                | Karaoke・Kuraishisu                                                                 | 23 février 2025       |
| 8 (20)  | Les beautés                                                              | 美しきものたち                                      | Utsukushiki Mono-tachi                                                              | 2 mars 2025           |
| 9 (21)  | Un monde de cheveux                                                      | 髪のみぞ知る世界                                    | Kami no Mizo Shiru Sekai                                                            | 9 mars 2025           |
| 10 (22) | Cache-cache en amoureux                                                  | かくれんボーイミーツガール                          | Kakuren Bōi Mītsu Gāru                                                              | 16 mars 2025          |
| 11 (23) | La lunatique perdue                                                      | 失われしツンデレ                                    | Ushinawa-reshi Tsundere                                                             | 23 mars 2025          |
| 12 (24) | Les 100 petites amies qui t’aiment à en mourir ! (Encore 89)             | 君のことが大大大大大しゅきな100人の彼女（あと89人） | Kimi no Koto ga Dai Dai Dai Dai Daisuki na Hyaku-nin no Kanojo (Ato Hachijūkyū-nin) | 30 mars 2025          |

## Accueil
En juillet 2021, plus de 800 000 d'exemplaires du manga étaient en circulation et plus d'un million en mars 2022.
En août 2020, le manga se classe second parmi les 50 nommés des 6e Next Manga Awards avec 19 902 votes,,.
La série se place 8e sur 50 dans le classement des « adaptations animées les plus désirées » en 2022.

## Œuvres
Édition japonaise
1. 1 2  (ja) « 君のことが大大大大大好きな100人の彼女 1 », sur Shueisha (consulté le 19 avril 2024).
2. 1 2  (ja) « 君のことが大大大大大好きな100人の彼女 2 », sur Shueisha (consulté le 19 avril 2024).
3. 1 2  (ja) « 君のことが大大大大大好きな100人の彼女 3 », sur Shueisha (consulté le 19 avril 2024).
4. 1 2  (ja) « 君のことが大大大大大好きな100人の彼女 4 », sur Shueisha (consulté le 19 avril 2024).
5. 1 2  (ja) « 君のことが大大大大大好きな100人の彼女 5 », sur Shueisha (consulté le 19 avril 2024).
6. 1 2  (ja) « 君のことが大大大大大好きな100人の彼女 6 », sur Shueisha (consulté le 19 avril 2024).
7. 1 2  (ja) « 君のことが大大大大大好きな100人の彼女 7 », sur Shueisha (consulté le 19 avril 2024).
8. 1 2  (ja) « 君のことが大大大大大好きな100人の彼女 8 », sur Shueisha (consulté le 19 avril 2024).
9. 1 2  (ja) « 君のことが大大大大大好きな100人の彼女 9 », sur Shueisha (consulté le 19 avril 2024).
10. 1 2  (ja) « 君のことが大大大大大好きな100人の彼女 10 », sur Shueisha (consulté le 19 avril 2024).
11. 1 2  (ja) « 君のことが大大大大大好きな100人の彼女 11 », sur Shueisha (consulté le 19 avril 2024).
12. 1 2  (ja) « 君のことが大大大大大好きな100人の彼女 12 », sur Shueisha (consulté le 19 avril 2024).
13. 1 2  (ja) « 君のことが大大大大大好きな100人の彼女 13 », sur Shueisha (consulté le 19 avril 2024).
14. 1 2  (ja) « 君のことが大大大大大好きな100人の彼女 14 », sur Shueisha (consulté le 19 avril 2024).
15. 1 2  (ja) « 君のことが大大大大大好きな100人の彼女 15 », sur Shueisha (consulté le 19 avril 2024).
16. 1 2  (ja) « 君のことが大大大大大好きな100人の彼女 16 », sur Shueisha (consulté le 19 avril 2024).
17. 1 2  (ja) « 君のことが大大大大大好きな100人の彼女 17 », sur Shueisha (consulté le 19 avril 2024).
18. 1 2  (ja) « 君のことが大大大大大好きな100人の彼女 18 », sur Shueisha (consulté le 19 avril 2024).
19. 1 2  (ja) « 君のことが大大大大大好きな100人の彼女 19 », sur Shueisha (consulté le 19 avril 2024).
20. 1 2  (ja) « 君のことが大大大大大好きな100人の彼女 20 », sur Shueisha (consulté le 19 avril 2024).
21. 1 2  (ja) « 君のことが大大大大大好きな100人の彼女 21 », sur Shueisha (consulté le 19 avril 2024).
22. 1 2  (ja) « 君のことが大大大大大好きな100人の彼女 22 », sur Shueisha (consulté le 19 avril 2024).
23. 1 2  (ja) « 君のことが大大大大大好きな100人の彼女 23 », sur Shueisha (consulté le 17 juillet 2024).

Édition française
1. 1 2  « Les 100 petites amies qui t'aiiiment à en mourir T01 », sur Mana Books (consulté le 28 avril 2025).
2. 1 2  « Les 100 petites amies qui t'aiiiment à en mourir T02 », sur Mana Books (consulté le 28 avril 2025).
3. 1 2  « Les 100 petites amies qui t'aiiiment à en mourir T03 », sur Mana Books (consulté le 28 avril 2025).
4. 1 2  « Les 100 petites amies qui t'aiiiment à en mourir T04 », sur Mana Books (consulté le 28 avril 2025).
5. 1 2  « Les 100 petites amies qui t'aiiiment à en mourir T05 », sur Mana Books (consulté le 28 avril 2025).
6. 1 2  « Les 100 petites amies qui t'aiiiment à en mourir T06 », sur Mana Books (consulté le 28 avril 2025).
7. 1 2  « Les 100 petites amies qui t'aiiiment à en mourir T07 », sur Mana Books (consulté le 28 avril 2025).
8. 1 2  « Les 100 petites amies qui t'aiiiment à en mourir T08 », sur Mana Books (consulté le 28 avril 2025).
9. 1 2  « Les 100 petites amies qui t'aiiiment à en mourir T09 », sur Mana Books (consulté le 28 avril 2025).
10. 1 2  « Les 100 petites amies qui t'aiiiment à en mourir T10 », sur Mana Books (consulté le 28 avril 2025).
11. 1 2  « Les 100 petites amies qui t'aiiiment à en mourir T11 », sur Mana Books (consulté le 28 avril 2025).
12. 1 2  « Les 100 petites amies qui t'aiiiment à en mourir T12 », sur Mana Books (consulté le 18 juin 2025).
13. 1 2  « Les 100 petites amies qui t'aiiiment à en mourir T13 », sur Mana Books (consulté le 16 juillet 2025).